# Харет (Вранча)
Харет (рум. Haret) насеље је у Румунији у округу Вранча у општини Марашешти. Oпштина се налази на надморској висини од 75 m.

## Становништво
Према подацима из 2002. године у насељу је живело 558 становника, од којих су сви румунске националности.